# Prítane

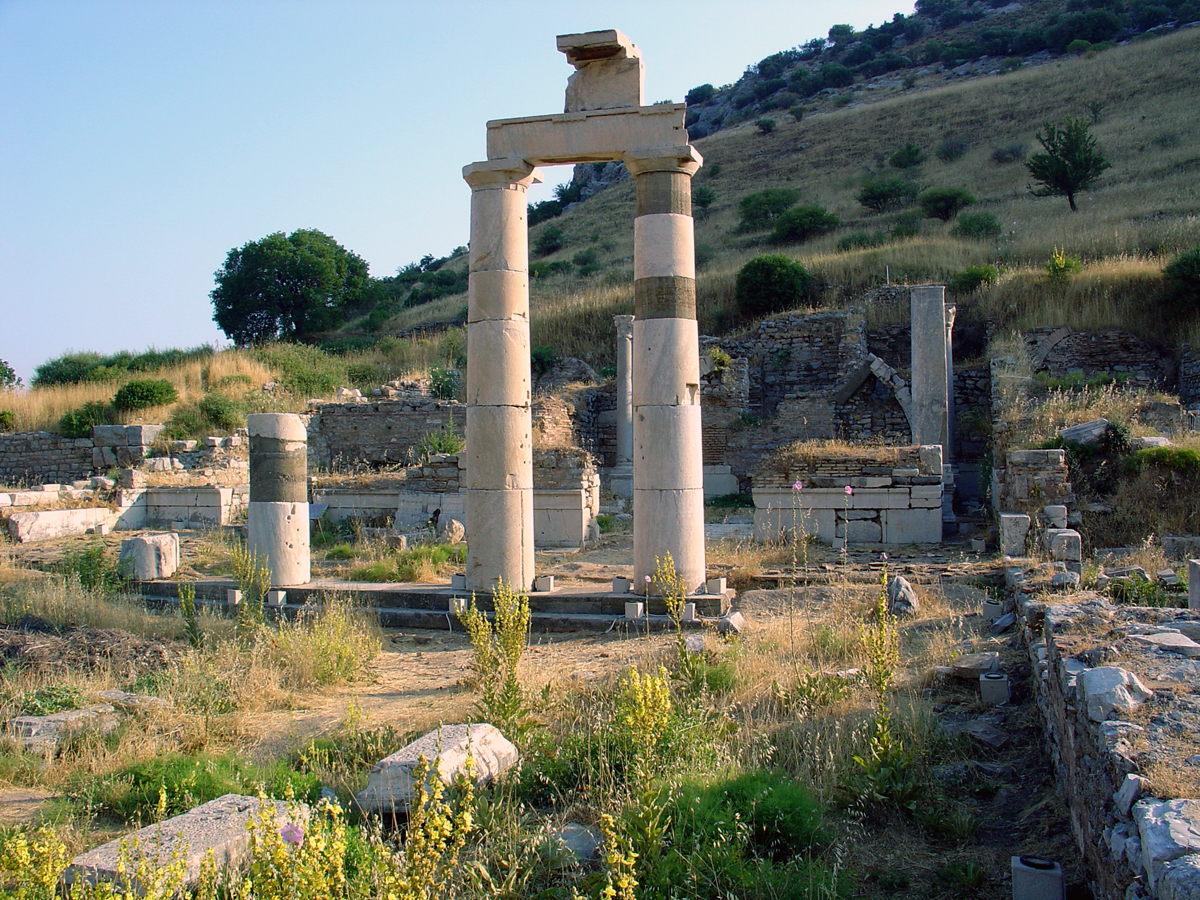
Ruínas do pritaneu (sede dos prítanes) em Éfeso

Prítane (em grego: πρύτανις; romaniz.: prýtanis; plural: πρυτάνεις; prytáneis) era a designação dada aos mais altos magistrados de muitas das cidades da Grécia Antiga. O termo é também usado num contexto mais específico para designar o representante das tribos no conselho dos Quinhentos (bulé) ou os membros executivos desse órgãos. O termo, como basileu ou tirano, é provavelmente de origem pré-grega, possivelmente cognato do etrusco "(e)pruni".
O mandato ou período de tempo entre a nomeação e substituição de um grupo de prítanes era designado pritania. Em Atenas, uma pritania tinha a duração de um décimo do ano (36 dias). Os prítanes tinham como sede um edifício chamado pritaneu, que normalmente se situava no centro da cidade, na ágora, ao lado ou anexo ao buleutério (sede do bulé, o governo da cidade). Durante todo o seu mandato, os prítanes permaneciam no pritaneu, 24 horas por dia, sendo as suas despesas de alojamento e alimentação pagas pela cidade.

## Em Atenas

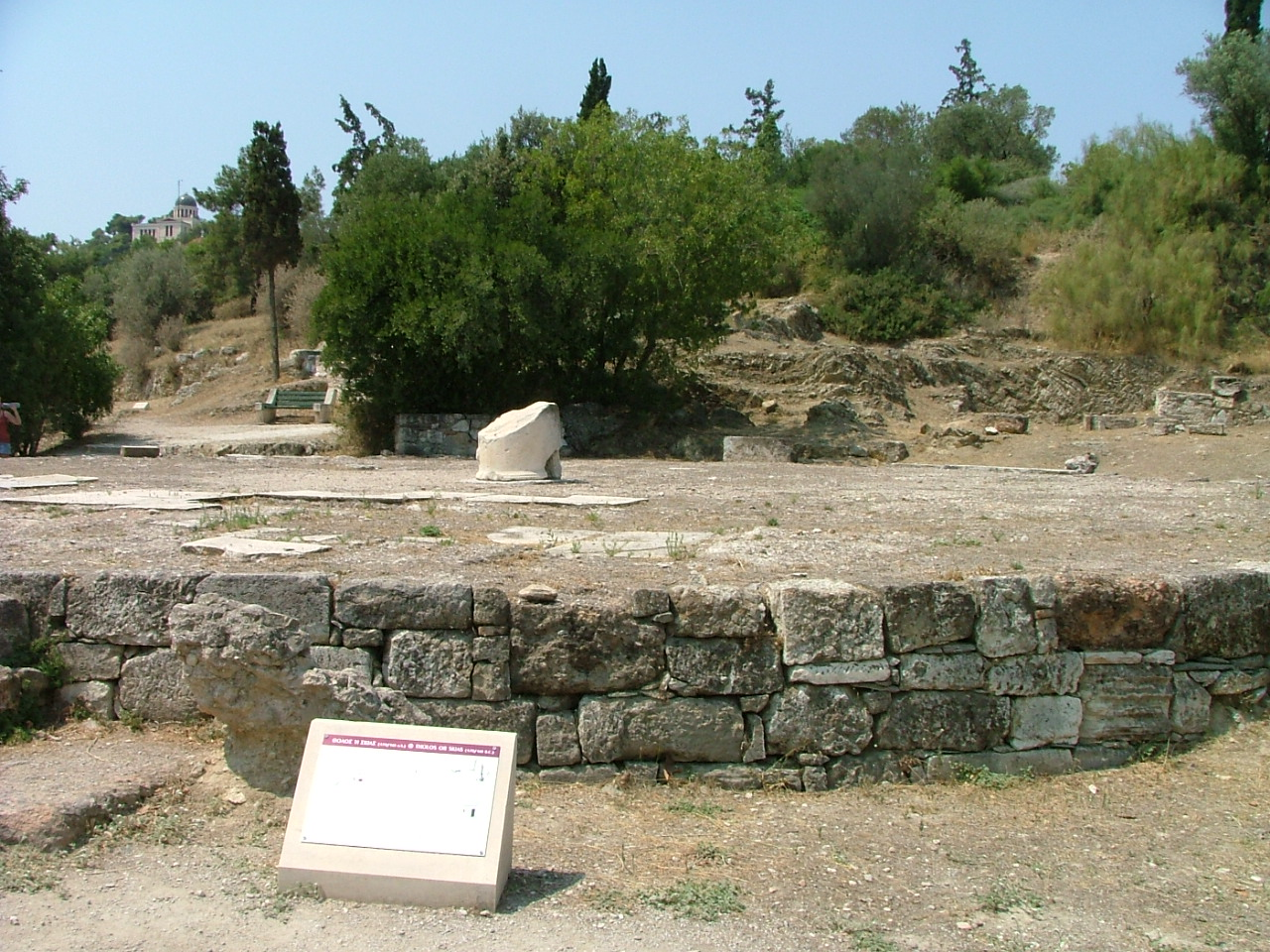
Ruínas do pritaneu de Atenas, o Tolo, o edifício sede dos prítanes, situado na ágora da cidade

Quando Clístenes reorganizou o governo ateniense em 508–507 a.C., substituiu a velha bulé (conselho) de Sólon, com 400 membros, por uma nova bulé com 500 membros. A antiga assembleia era formada por 100 membros de cada uma das tribos ancestrais. Clístenes criou dez novas tribos e a bulé passou a ter 50 membros por cada uma das tribos. Cada uma das delegações das tribos formava o corpo executivo do conselho durante um décimo do ano, de forma a que anualmente havia dez grupos de prítanes, os quais eram escolhido por sorteio.
Os prítanes estavam no seu posto todos os dias durante o seu mandato, ficando alojados no Tolo, o pritaneu de Atenas, um edifício circular (daí o seu nome) situado na ágora junto ao buleutério. Além de instalações para funções administrativas, o Tolo dispunha de alojamentos, que eram usados não só pelos prítanes, mas também por convidados ilustres da cidade (embaixadores, por exemplo) e personalidades que a cidade queria homenagear.
Os prítanes exerciam diversas funções administrativas e religiosas em estreita ligação com a bulé (conselho) e a eclésia (assembleia de cidadãos):
- Convocação de sessões com todos os membros da bulé para discutir e redigir os probuleumas (προβούλευμα; propostas de lei a serem submetidas à eclésia). Esta convocação era em muitos casos um ato meramente formal, pois na prática muitas dessas reuniões eram obrigatórias e tudo indica que quem fosse mais persuasivo conseguia convencer os prítanes a convocar ou a não convocar certas reuniões extraordinárias.
- Organização e preparação das sessões da eclésia; em cada pritania deveria ser realizada pelo menos uma. Para este efeito, convocavam os cidadãos, dispersos pelo território da Ática, controlavam o acesso à Pnyx (a colina dedicada ao governo) e supervisionavam os debates. No século V a.C. faziam a contagem dos votos, uma função que no século seguinte foi atribuído aos proedros (πρόεδροι; próedroi), que eram escolhidos por sorteio entre os membros das outras nove tribos (ou seja, os membros da tribo a que pertenciam os prítanes não eram elegíveis.
- Zelar pelo fogo sagrado da cidade, que se encontrava no Tolo, o qual nunca devia apagar-se. A vigilância deste edifício era confiado em cada dia aos membros de uma trítia.

- Receção ds embaixadores de estados estrangeiros e condução da política do dia-a-dia.

Um dos prítanes, escolhido por sorteio, exercia durante um dia a função de epístata (ὁ ἐπιστάτης; epistátes), ou seja, presidia ao conselho, que na prática era o chefe de estado e líder executivo, pois o poder dos arcontes tinha sido substancialmente diminuído. O epístata era também o guardião do selo da cidade e das chaves do tesouro do estado e dos templos. Esta última função era puramente honorífica, pois os cidadãos tinham o direito de requerer uma grafé pará nómon (ἡ γραφή παρά νόμων) contra o epístata. A grafé pará nómon ou grafé paranómon era uma ação de justiça pública evocada em situações em que alegadamente as leis fundamentais da democracia eram postas em causa por alguma ação ou proposta de lei. Nenhum homem era autorizado a ser epístata mais do que uma vez e provavelmente mais de metade dos adultos masculinos de Atenas tiveram esse posto numa ocasião ou noutra.
As reuniões da eclésia ou da bulé eram presididas pelo epístata. No século IV a.C., esta prática mudou e a presidência das reuniões passou a estar a cargo de um proedro.

## Noutras cidades
O título de prítane foi usado noutras cidades-estado da Grécia Antiga, nomeadamente em Rodes, Alexandria e outras cidades da costa ocidental da Ásia Menor. Os cargos associados ao título tinham geralmente a responsabilidade de presidir aos conselhos de algum tipo. Em Mileto, o poder do prítane era tal que podia tornar-se um tirano, segundo o relato de Aristóteles (Política, v.5, 1305a17).